# Archidiecezja Tuam
Archidiecezja Tuam – archidiecezja  metropolitalna kościoła rzymskokatolickiego w Irlandii. Istnieje od 550 (jako archidiecezja od 1150). Obecnym ordynariuszem jest arcybiskup Michael Neary.

## Ordynariusze
- 520: Jarlath
- 1032: Murrough O’Nioc
- 1085: Hugh O’Hessian
- 1117: Cathusach Ua Conaill
- 1137: Ó Clérig
- 1150: Muiredach Ua Dubhthaig
- 1152–1161: Áed Ua h-Oissín (Edanus)
- 1167–1201: Cadla Ua Dubthaig (Catholicus)
- 1202–1235: Felix Ua Ruanada († 1238)
- 1236–1249: Máel Muire Ó Lachtáin (Marianus)
- 1250–1256: Flann Mac Flainn (Florentius)
- 1256: James O’Laghtnan
- 1257–1258: Walter de Saleron
- 1258–1279: Tommaltach Ó Conchobair (Thomas)
- ok. 1283: Nicol Mac Flain
- 1286–1288: Stephen de Fulbourn
- 1288–1312: William de Bermingham
- 1312–1348: Máel Sechlain Mac Áeda
- 1348–1365: Tomás MacCearbhaill (MacCarwill)
- 1364–1371: Eóin Ó Gráda
- 1372–1383: Gregorius Ó Mocháin I.
- 1384–1386: Gregorius Ó Mocháin II.
- 1386–1393: William Ó Cormacáin
- 1393–1407: Muircheartach mac Pilib Ó Ceallaigh
- 1408–1410: John Babingle
- ok. 1411: Cornelius
- 1430–1437: John Bermingham (Winfield)
- 1438–1441: Tomás mac Muircheartaigh Ó Ceallaigh
- 1441–1450: John de Burgo
- 1450–1485: Donatus Ó Muireadhaigh (O'Murray)
- 1485: Walter Blake
- 1485–1501: William Joyce
- um 1503: Philip Pinson
- 1506–1513: Muiris Ó Fithcheallaigh (Maurice O’Fihely lub Maurice de Portu)
- 1514–1536: Thomas O’Mullally (irl: Tomás Ó Maolalaidh)
- um 1538: Arthur O’Friel
- 1555–1572: Christopher Bodkin
- 1573: William O’Mullally (oder Lealy)
- 1580–1583: Nicholas Skerrett
- 1586–1590: Miler O’Higgin
- 1591–1595: James O’Hely
- 1609–1629: Florence Conry
- 1630–1645: Malachy (Malachias) O’Queely
- 1647–1667: John de Burgo (irisch: Tomás Ó Maolalaidh)
- 1669–1713: James Lynch
- 1713–1723: Francis de Burgo
- 1723–1740: Bernard O’Gara
- 1740–1748: Michael O’Gara
- 1749–1785: Michael Skerrett
- 1785–1787: Philip Philips
- 1787–1798: Boetius Egan
- 1798–1809: Edward Dillon
- 1815–1834: Oliver O’Kelly
- 1834–1881: John MacHale
- 1881–1902: John MacEvily
- 1903–1918: John Healy
- 1918–1939: Thomas P. Gilmartin
- 1940–1969: Joseph Walsh
- 1969–1987: Joseph Cannane
- 1987–1994: Joseph Cassidy
- 1995–2021: Michael Neary
- od 2021: Francis Duffy